# آب روان

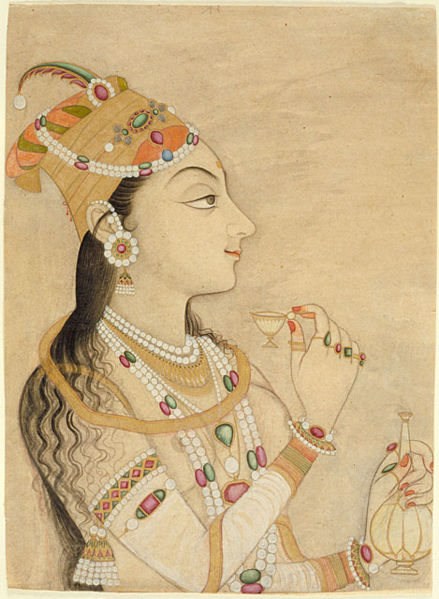
نور جهان با لباس موصلی زیبا.

آب روان نوعی پارچه موصلی بود که در شبه قاره هند تولید می‌شد. نام «آبِ روان» را متناسب با طبیعت پارچه که همچون آب روان بود، بر آن نهاده بودند.
«آب روان» و «بافت هوا» نام‌های شاعرانه پارچه‌های موسلین یا موصلی بود.

## بافت
آب روان پارچه ای ساده بافت بود که عمدتاً از پنبه بافته می‌شد و انواع ابریشمین آن نیز در دسترس بود. این یک ساختار شفاف و سبک بود، یکی از بهترین اجناس موصلی که در شهر داکا تولید می‌شد.  بافندگان در فصل باران‌های موسمی کیفیت‌هایی بهتری از آب روان می‌بافتند زیرا نخ از شکستگی در اثر خشکی هوا محافظت می‌شد. 

## در حکایات
آب روان به دلیل بافت ظریفش در تاریخ ثبت شد. دو داستان مربوط به آب روان وجود دارد که کیفیت برجسته این پارچه را نشان می‌دهد. اولی مربوط به مشاجره اورنگ زیب ششمین امپراتور مغول و دخترش است که در آن شاه در حال بحث با دخترش دربارهٔ حیا است. داستان دیگر مربوط به نواب بنگال علیوردی خان است که یک بافنده را اخراج کرد چون زمانی که یک گاو داشت پارچه آب روان که روی چمن پهن بود را می‌بلعید، او بی‌اعتنا ایستاده بود و متوجه این موضوع نشد.

## کاربردهای امروزی
با گذشت زمان، کیفیت اصیل پارچه‌های آب روان دیگر مشاهده نمی‌شوند و نمونه‌های تقلیدی از آن بیشتر شده‌اند.

### تاربانه
شکلی از آب روان به نام تاربانه برای لباس ساری وجود دارد. تاربانه یک پارچه نخ ابریشمی و طلایی در ساری است. پارچه مورد استفاده در تولید تاربانه دارای تار ابریشم و پود زربفت است.